# Produktionsschule
Produktionsschulen sind Bildungseinrichtungen in Deutschland, die sich im Wesentlichen durch eine zielgerichtete Verschränkung systematisierter, beruflicher Qualifikation oder beruflicher Ausbildung mit erwerbsorientierter Produktion kennzeichnen. Sie enthalten ein Betriebsmodell, in dem Arbeits- oder Produktionsprozesse nach didaktischen Gesichtspunkten gestaltet und für die Lernenden fruchtbar gemacht werden.

## Geschichte
Die Produktionsschulidee und die damit implizierte Idee der Verbindung von Arbeiten und Lernen fußt entgegen weitläufiger Meinungen nicht nur auf Karl Marx und der sozialistischen Bildungsbewegung. Dieser hatte bereits 1866 auf dem ersten Kongress der Internationale von polytechnischen Schulen gesprochen, deren Kosten teilweise vom Verkauf ihrer Produkte gedeckt werden sollten. Der Produktionsschulansatz lässt sich vielmehr auf die Reformpädagogik zurückführen, die in Deutschland etwa die Zeitspanne des ausgehenden Kaiserreiches bis in die 1970er Jahre umfasste und maßgeblich vom sog. Bund der entschiedenen Schulreformer geprägt wurde. Die konzeptionellen Grundlagen der sog. Arbeiterschulen unterschieden sich in ihren pädagogischen Ausrichtungen in ihrer Bandbreite zwischen einer handwerklichen Ausrichtung (Kerschensteiner), der Ausrichtung zu Produktions- und Industriearbeit (Blonskij) bis hin zu einem ganzheitlichen bildungstheoretischen Ansatz bei Oestreich. 
Es ist hier nicht der Ort, die historischen Wurzeln des Produktionsschulgedankens freizulegen und zu beschreiben -in der Ahnenreihe wären aber sicher die folgenden Namen zu finden: Johann Amos Comenius (1592–1670), John Locke (1632–1704), August Hermann Francke (1663–1727), Jean-Jacques Rousseau (1712–1778), Johann-Wolfgang von Goethe (1749–1832), Johann Gottlieb Fichte (1762–1814), Friedrich Fröbel (1782–1852), Karl Marx (1818–1883), Georg Kerschensteiner (1854–1932), John Dewey (1859–1952) Otto Glöckle (1874–1935) und Pavel Petrovic Blonskij (1884–1941); und aus dem Bund Entschiedener Schulreformer Anna Siemens (1882–1951), Olga Essig (1884–1965), Paul Oestreich (1886–1934), Franz Hilker (1881–1969), Siegfried Kawerau (1886–1936), Minna Specht (1879–1961). Angesichts der Verschiedenartigkeit der hier genannten Personen und ihrer pädagogischen Programme lässt sich folgern: „In kaum einem pädagogischen Konzept sind so viele verschiedene Einflüsse nachweisbar wie in dem Gedanken und den Realisierungsansätzen der Produktionsschule“ (Bojanowski 1996, S. 484).

## Modelle
Je nach inhaltlicher Ausrichtung und Ausprägung lassen sich verschiedene Modelle von Produktionsschulen und die damit verbundenen Zielgruppen unterscheiden. Dies sind zum einen Produktionsschulen „nach dänischem Vorbild“, die als vorrangige Zielgruppe „benachteiligte“ Jugendliche im Alter zwischen 15 und 25 Jahre ansprechen, die keine Berufsausbildung abgeschlossen haben, arbeitslos sind und entweder eine Schul- oder Berufsbildung abgebrochen haben oder nach Abschluss der Schulausbildung keine Berufsausbildungsstelle gefunden haben. Neben diesen Produktionsschulen, in denen es in erster Linie um die soziale Integration gesellschaftlicher Randgruppen und um die Förderung der persönlichen Entwicklung geht, existieren Produktionsschulen, die eine technologisch-ökonomische Qualifikation der Zielgruppe in den Vordergrund stellen. Im Wesentlichen wird diesen Produktionsschulen die Aufgabe zugeschrieben, technologische und berufspädagogische Innovationen hervorzubringen sowie mit einem hohen Qualifikationsniveau die wirtschaftliche Leistungsfähigkeit in der Region zu fördern. Ferner lassen sich noch Produktionsschulen unterscheiden, die eine Verbindung von allgemeiner und beruflicher Bildung anstreben. Bei diesen Typen von Produktionsschulkonzeptionen wird die Berufsbildung zu einem integralen Bestandteil eines umfassenden (allgemeinen) Bildungsansatzes.
Das verbreitetste Konzept der Produktionsschulen in Deutschland wurde durch die seit Anfang der 80er Jahre in Dänemark entwickelte Praxis beeinflusst.

## Finanzierung
Bislang fehlen rechtliche Grundlagen, um Produktionsschulen in das institutionelle Bildungs- und Schulsystem einzugliedern. Sie sind keine Schulen im Sinne der länderspezifischen Schulgesetze. Ihr Besuch ersetzt oftmals aber die Erfüllung der Schulpflicht für Jugendliche ohne Hauptschulabschluss.[2] Neben der öffentlichen Finanzierung decken Produktionsschulen einen Teil ihrer Kosten durch Eigenmittel, Zuwendungen von Stiftungen oder im Rahmen von Projektförderungen und dem Verkauf der in den Werkstätten hergestellten Produkte.
Bislang fehlen rechtliche Grundlagen, um Produktionsschulen in das deutsche oder österreichische Schulsystem einzugliedern. So wurden in Hamburg nach der Produktionsschule Altona in mehreren Etappen bis 2010 zusätzlich sieben weitere Produktionsschulen als „ausbildungs- und berufsvorbereitende Bildungs-, Beratungs- und Betreuungsangebote“ in freier Trägerschaft eingerichtet. Sie sind keine Schulen im Sinne des Hamburger Schulgesetzes, ihr Besuch ersetzt aber die Erfüllung der Schulpflicht an Berufsvorbereitungsschulen für Jugendliche ohne Hauptschulabschluss.
Neben der öffentlichen Finanzierung decken Produktionsschulen einen Teil ihrer Kosten durch erwirtschaftete Eigenmittel wie den Verkauf der in den Werkstätten hergestellten Produkte.
Im Gegensatz zur Situation im deutschsprachigen Raum konnte sich das Konzept in Dänemark flächendeckend etablieren und ist seit 1985 mit Inkrafttreten des Produktionsschulgesetzes Teil des Regelschulsystems.

## Organisation
Die meisten Produktionsschulen in Deutschland sind im Bundesverband Produktionsschulen als Dachverband organisiert. Sein Ziel ist es, die Arbeit der Produktionsschulen zu fördern, die zugrunde liegende Idee zu verbreiten und die Einrichtungen gegenüber den Ministerien (Bildungs-, Sozial-, Arbeitsministerien in Bund und Ländern) und der Arbeitsverwaltung zu vertreten. Der BVPS hat zeitgemäße Qualitätsstandards zur Formulierung konkreter pädagogischer Handlungen entwickelt. Es geht darum, eine neue „Schulform“ im Sinne einer neuen Bildungseinrichtung mit Leben zu füllen und durch gleichberechtigte Partizipation aller Beteiligten überprüfbar zu machen. Sie sollen handlungsleitend sein für die pädagogischen Prozesse und institutionelle Strukturen für Neugründungen sowie Hilfestellung und Handreichung bieten für die Überprüfung bestehender Einrichtungen.